# Karen Dionne

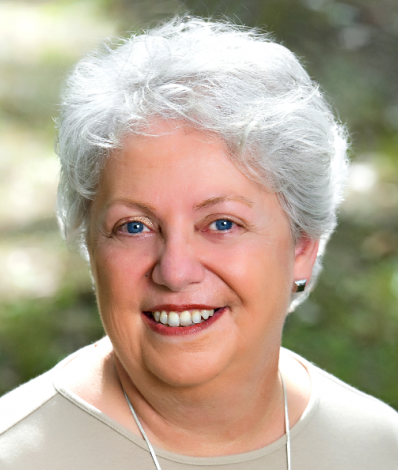
Karen Dionne (2017)

Karen Dionne (* 1953 in Akron, Ohio) ist eine US-amerikanische Schriftstellerin, deren internationaler Bestseller "The Marsh King's Daughter" aus dem Jahr 2017 vom Library Journal zu einem der besten Thriller des Jahres gewählt wurde.

## Biografie
Karen Dionne wurde 1953 in Akron, Ohio, geboren und zog im Alter von acht Jahren mit ihrer Familie in die Gegend von Detroit. Sie machte 1971 ihren Abschluss an der Grosse Pointe North High School und besuchte kurz die University of Michigan, bevor sie das Studium abbrach, um ihren Partner zu heiraten, den sie einer Kunstausstellung kennengelernt hatte.
Im Juni 1974, sechs Wochen nach der Geburt unserer Tochter, zogen sie auf die Upper Peninsula in Michigan, als Teil der "Back-to-the-Land"-Bewegung, 16 km vom nächsten Gehöft und 48 km von der nächsten Stadt entfernt. Zu Beginn lebten sie in einem Zelthaus, wobei die Küche sich außerhalb befand. Bären und Waschbären waren ein häufiges Ärgernis, ebenso das Leben ohne Strom und fließendes Wasser mit einem Neugeborenen, Moskitos und Kälte. Die Familie zog nach ein paar Monaten in eine selbst errichtete Hütte.
Nach nur drei Jahren zog sie in die Kleinstadt, in der ihr Mann eine Stelle als Fleischer in einem Lebensmittelgeschäft bekommen hatte, da die Schule, die die Tochter bald besuchen würde, eine einstündige Busfahrt erforderte, und es war schwer vorstellbar war, dies einer Fünfjährigen, die im Wald aufgewachsen war, zuzumuten. Als die Familie wuchs, übernahmen beide eine Vielzahl von Arbeiten: Nähen und Umbauen, Geigenunterricht, Büro- und Teppichreinigung oder Möbel neu polstern. 30 Jahre später zog die Familie aus beruflichen und familiären Gründen zurück nach Detroit.
Zu ihren Veröffentlichungen gehören die Psychothriller Freezing Point/Gefrierpunkt (2008), Boiling Point (2011), der durch das Leben in der Wildnis von Michigan inspirierte The Marsh King's Daughter/Die Moortochter (Juni 2017) sowie The Wicked Sister/Die Rabentochter. Ihre Kurzgeschichte "Calling the Shots" wurde in der Anthologie First Thrills: High-Octane Stories from the Hottest Thriller Authors. veröffentlicht.
Der Film Das Erwachen der Jägerin aus dem Jahr 2023 unter der Regie von Neil Burger und mit Daisy Ridley, Ben Mendelsohn und Garrett Hedlund in den Hauptrollen ist eine Verfilmung des Buches.

## Auszeichnungen
- Ihr Umweltthriller Freezing Point wurde von RT Book Reviews als bester erster Krimi des Jahres 2008 nominiert.
- The Marsh Kings Daughter wurde vom Suspense Magazine[24] als bestes Buch des Jahres 2017 ausgezeichnet und verlieh dem Buch den "Crimson Scribe Award"[25], die höchste Auszeichnung, die das Magazin vergibt. Die Übersetzungsrechte wurden in 25 Sprachen verkauft.
- The Killing: Uncommon Denominator wurde 2015 von der International Association for Media and Communication Research Tie-In Writers für einen Scribe Award nominiert.
- The Wicked Sister aus dem Jahr 2020 wurde von Publishers Weekly zu einem der besten Thriller des Jahres 2020 gewählt.
- Dionnes Artikel und Essays sind in Writer's Digest RT Book Reviews und Writer's Digest Books erschienen.

## Mitgliedschaft in Schriftstellerorganisationen
- Sisters in Crime
- Mystery Writers of America
- International Thriller Writers[26][27]
- Backspace[28]